# Lovre Bašić
Lovre Bašić (Zara, 10 gennaio 1995) è un cestista croato.